# Jim Webb
James Henry Webb, Jr. (nacido el 9 de febrero de 1946) es un político y escritor estadounidense afiliado al Partido Demócrata. Actualmente ocupa el cargo de senador júnior de Virginia. Webb es un escritor de artículos y libros de ficción acerca de temas de guerra, especialmente la guerra de Vietnam (de la cual es un veterano) y la guerra del Golfo.
Pertenece al ala más conservadora del Partido Demócrata.